# Diana Monks
Pour les articles homonymes, voir Monks.
Diana Monks est une athlète kényane.

## Carrière
Diana Monks est médaillée d'argent du 80 mètres haies aux Jeux africains de 1965 à Brazzaville. Elle participe ensuite aux Jeux de l'Empire britannique et du Commonwealth de 1966 à Kingston, sans remporter de médaille.